# Надія Є
 Надія Є  — це перша студійна робота оновленого гурту «Mad Heads XL».

## Пісні
1. Смерека
2. Надія Є
3. Дубки
4. Пісня Світла
5. Цигани
6. Гроші
7. Річенька
8. Спека Зимова
9. Gangster's Days
10. Don't Worry
11. Nadiya Yea
12. Автобус Буратін
13. Younger
14. Радіо Вавілон
15. Надія Є (remix)